# Općina Kriva Palanka
Općina Kriva Palanka  (makedonski: Крива Паланка) je jedna od 80 općina Republike Sjeverne Makedonije koja se prostire na krajnjem sjevero-istoku Sjeverne Makedonije. 
Upravno sjedište ove općine je grad Kriva Palanka.

## Zemljopisne osobine
Općina Kriva Palanka graniči sa Srbijom na sjeveru, Bugarskom na istoku, Općinom Rankovce na zapadu, te s općinama Makedonska Kamenica, Kratovo i Kočani  na jugu.
Ukupna površina Općine Kriva Palanka je 480.81 km².

## Stanovništvo
Općina Kriva Palanka  ima 20 820 stanovnika. Po popisu stanovnika iz 2002. nacionalni sastav stanovnika u općini bio je sljedeći;
- Makedonci  = 19 998
- Romi  = 668
- Srbi  = 103
- ostali=

## Naselja u Općini Kriva Palanka
Ukupni broj naselja u općini je 34, od kojih je 33 sela i jedan grad Kriva Palanka.

## Pogledajte i ovo
- Kriva Palanka
- Osogovske planine
- Sjeverna Makedonija
- Općine Sjeverne Makedonije

## Vanjske poveznice
- Općina Kriva Palanka na stranicama Discover Macedonia
- Informacije o Krivoj Palanci i okolici  Arhivirana inačica izvorne stranice od 18. ožujka 2015. (Wayback Machine)